# Жозије
Жозије (фр. Jausiers) француска је општина која се налази у департману Горњопровансалски Алпи, у региону Прованса-Алпи-Азурна обала.

## Историја
Трагови насељености из гвозденог доба (гробови) пронађени су у XIX веку.
Феуд Жозије био је под влашћу грофова Провансе до 1388. године, кад је прешао у руке Савојских грофова, који су њиме владали до 1713. године (Споразум у Утрехту).
Место је живело делом од индустрије свиле, од XVI века до XX века. За време Француске револуције, у месту је постојало друштво родољуба. Током револуционарних ратова, заселак Ланс је опљачкан од стране једног од мађарских ескадрона аустријске војске.
Државни удар од 2. децембра 1851. који је извршио Луј Наполеон Бонапарта против Друге републике изазвао је оружани устанак у Горњопровансалским Алпима, у одбрану Устава. Након слома устанка, спроведена је жестока репресија над онима који су устали у одбрану Републике, укључујући и једног становника Жозијеа.
У XIX веку, развило се неколико мањих индустрија.
Општина Жозије тешко је погођена Првим светским ратом, у ком је остала без 53 становника.
У фебруару 1939. године, 68 шпанских избеглица, које су стигле у Француску након пораза републиканаца у Шпанском грађанском рату, дочекано је и смештено у заселак Фраша (фр. Frache).
Године 1982, начелник општине отворио је скијалиште у засеоку Фраша. Скијалиште је имало три ски-лифта и 7 километара ски-стаза. Након почетних 1,8 милиона франака, године 1983. уложена су још 1,4 милиона за снежне топове. Скијалиште је запошљавало до 15 радника, али како приходи нису могли да покрију расходе, затворено је 1992. године. Две жичаре су демонтиране.

## Братски градови
- Арновил (Луизијана, САД) од 1. октобра 1995. године; град је данашње име добио по браћи Арно (фр. Arnaud) из Жозијеа, која су граду поклонила земљу за изградњу цркве у којој би се молили и белци и црнци[3]